# Ringtennis-Weltmeisterschaften 2010

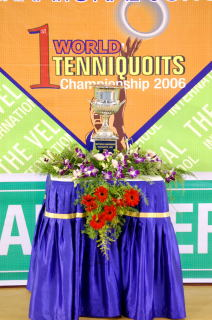
Der Ringtennis-Weltpokal

Die 2. Ringtennis-Weltmeisterschaften 2010 fanden vom 31. Juli bis zum 6. August 2010 in Koblenz statt und wurden von der World Tenniquoits Federation (kurz WTF) veranstaltet. Ausrichter war der Deutsche Turner-Bund in Zusammenarbeit mit dem Turnverband Mittelrhein. Die Weltmeisterschaften bestanden aus je einer Einzel-WM für Damen und Herren, der Team-WM sowie fünf weiteren Rahmenwettbewerben im Mixed, alternierenden Damen-/Herrendoppel und klassischen Damen-/Herrendoppel.

## Spielort

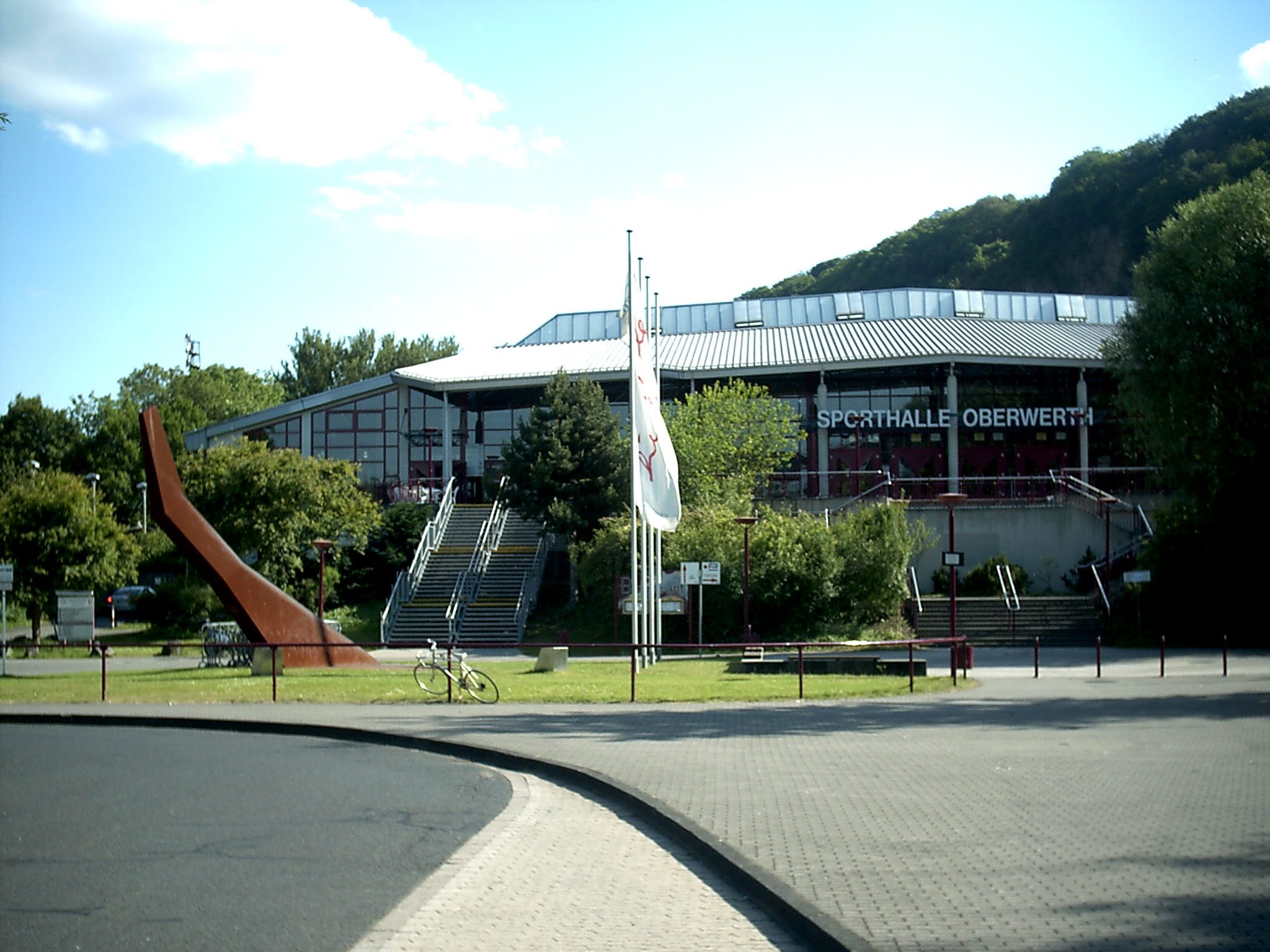
Haupteingang der Sporthalle Oberwerth

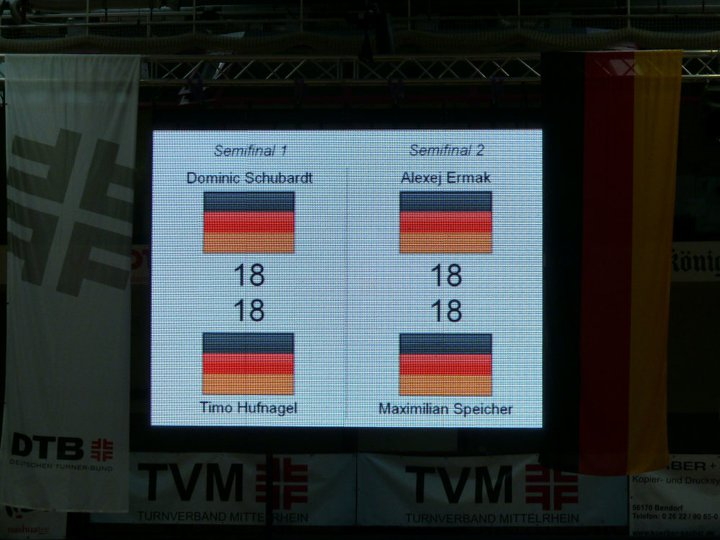
Knappe Spielstände im Halbfinale des Herren-Einzels

Der Spielort der Weltmeisterschaften war die Sporthalle Oberwerth in Koblenz, in der bei einer Gesamtfläche von 3400 m² bis zu 5000 Zuschauer Platz finden. Erstmals gab es bei einer Ringtennis-Veranstaltung eine eigens installierte LED-Wand, auf der Spielszenen, Ergebnisse und Interviews präsentiert wurden. Gespielt wurde auf Holzparkett-Boden, ein idealer Untergrund für den Ringtennissport.

## Teilnehmende Nationen
Sieben Nationen nahmen an den zweiten Ringtennis-Weltmeisterschaften teil, darunter die WM-Debütanten Polen und Belarus.
- Bangladesch
- Brasilien
- Deutschland
- Indien
- Polen
- Belarus
- Südafrika

Vier Mitglieder der WTF nahmen nicht an der WM teil. Pakistan hatte wie vier Jahre zuvor gemeldet, wurde jedoch aufgrund von Problemen mit der Einreise an der Teilnahme gehindert.
- Argentinien
- Nepal
- Neuseeland
- Pakistan

Voraussetzung für die Teilnahme an den Ringtennis-Weltmeisterschaften ist die Mitgliedschaft in der World Tenniquoits Federation. Jede Mitgliedsnation durfte je 6 Damen und 6 Herren, sowie 3 weitere Delegationsmitglieder (Trainer, Schiedsrichter etc.) für die Wettkämpfe der Ringtennis-WM 2010 melden.

## Deutsches Team

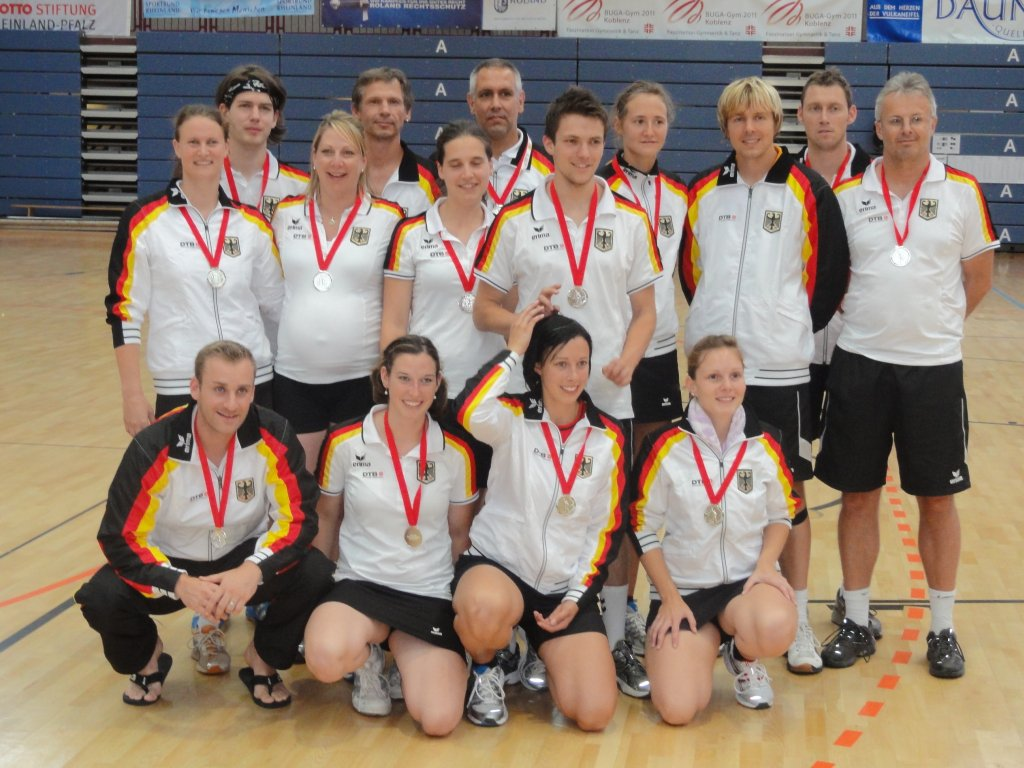
Die Deutsche Ringtennis-Nationalmannschaft

Das deutsche WM-Team wurde von Bundestrainer Mario Müller aus Hamburg am 23. April 2010 im Rahmen des Krönchenturniers in Siegen nominiert. 9 Mitglieder des Weltmeisterteams von 2006 gehörten wieder zum deutschen Team. Es war mit einem Durchschnittsalter von ca. 27 Jahren die jüngste Nationalmannschaft aller Zeiten.
| Damen             | Verein              | Länderspieleinsätze vor WM |
| Sabrina Westphal  | Post-SG Mannheim    | 14                         |
| Vera Vollhase     | SG Suderwich        | 4                          |
| Nicole Schellert  | TV Heddesdorf       | 3                          |
| Michaela Güthling | SG Suderwich        | 0                          |
| Sarah Kissinger   | FSG Koblenz-Bad Ems | 2                          |
| Melanie Böttcher  | Post-SG Mannheim    | 2                          |

| Herren              | Verein                  | Länderspieleinsätze vor WM |
| Dominic Schubardt   | Post-SG Mannheim        | 9                          |
| Timo Hufnagel       | TV Pforzheim            | 10                         |
| Maximilian Speicher | VfL Wehbach             | 2                          |
| Christian Herzog    | ESG Frankonia Karlsruhe | 19                         |
| Alexej Ermak        | TSV Neubiberg-Ottobrunn | 0                          |
| Jürgen Öttel        | TSV Mimmenhausen        | 5                          |

## Wettkämpfe

### Einzel-WM Damen

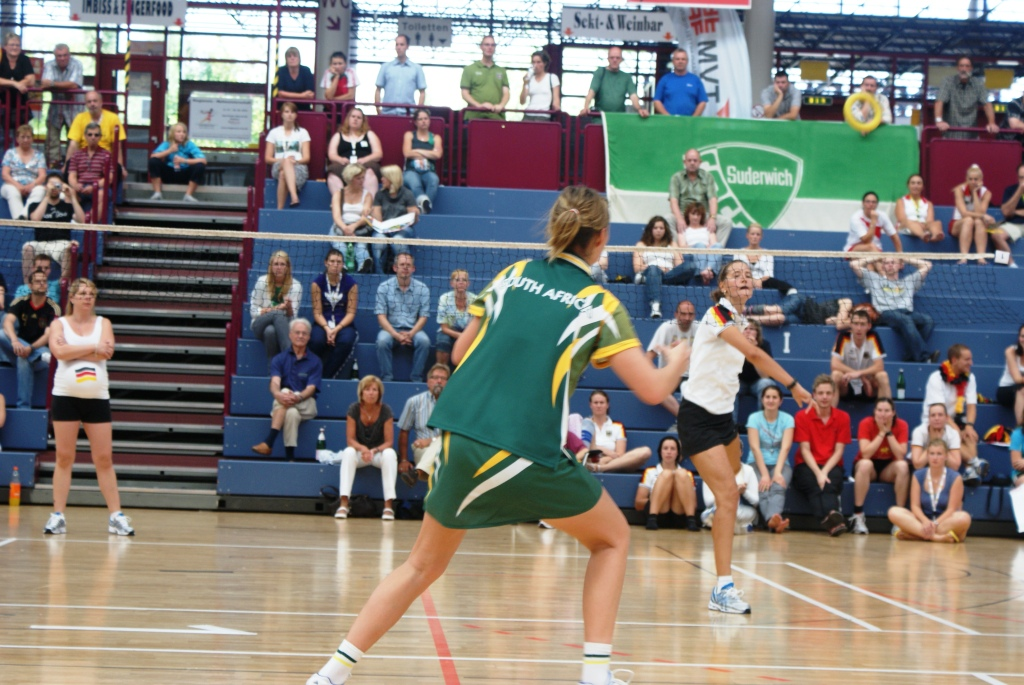
Damen-Finale: Lenize Potgieter (vorne) gegen Vera Vollhase

Bei der Einzel-WM der Damen setzte sich die erst 16-jährige südafrikanische Nummer 1 Lenize Potgieter durch. Die chancenlose Endspielgegnerin Vera Vollhase hatte zuvor im Halbfinale die amtierende Weltmeisterin Sabrina Westphal bezwungen. Auch die Plätze 4 und 5 gingen an Gastgeber Deutschland. Insgesamt gab es ein Starterfeld von 21 Spielerinnen, die Siegerin wurde im K.-o.-System ermittelt.
| Vorrunde              |                       |        |
| Rosana Aguiar         | Magdalena Stankiewicz | 31: 58 |
| Julia Kalbyka         | Irmarie Kruger        | 15: 58 |
| Bassima Carmet        | Sujita Sinha          | 15: 54 |
| Maria Aparecida Parra | Deepashree Devaraju   | 22: 54 |
| Suely Sierra          | Anna Wangryn          | 25: 60 |
| Achtelfinale          |                       |        |
| Sabrina Westphal      | Magdalena Stankiewicz | 62: 29 |
| Irmarie Kruger        | Nisha Prakash         | 49: 38 |
| Melicia Sauer         | Sujita Sinha          | 54: 30 |
| Vera Vollhase         | Ada Trawczynska       | 62: 16 |
| Lenize Potgieter      | Deepashree Devaraju   | 60: 28 |
| Michaela Güthling     | Paulina Wangryn       | 58: 14 |
| Nicole Schellert      | Heleen Potgieter      | 51: 33 |
| Anna Wangryn          | Sameera Begum         | 15: 57 |
| Viertelfinale         |                       |        |
| Sabrina Westphal      | Irmarie Kruger        | 55: 39 |
| Melicia Sauer         | Vera Vollhase         | 33: 43 |
| Lenize Potgieter      | Michaela Güthling     | 55: 37 |
| Nicole Schellert      | Sameera Begum         | 48: 32 |
| Halbfinale            |                       |        |
| Sabrina Westphal      | Vera Vollhase         | 35: 39 |
| Lenize Potgieter      | Nicole Schellert      | 47: 42 |
| Spiel um Platz 3      |                       |        |
| Sabrina Westphal      | Nicole Schellert      | 48: 41 |
| Finale                |                       |        |
| Vera Vollhase         | Lenize Potgieter      | 37: 48 |

#### Endklassement
| 1. | Lenize Potgieter  | Sudafrika   |  | 9.  | Heleen Potgieter      | Sudafrika |
| 2. | Vera Vollhase     | Deutschland |  | 10. | Nisha Prakash         | Indien    |
| 3. | Sabrina Westphal  | Deutschland |  | 11. | Deepashree Devaraju   | Indien    |
| 4. | Nicole Schellert  | Deutschland |  | 12. | Sujita Sinha          | Indien    |
| 5. | Michaela Güthling | Deutschland |  | 13. | Ada Trawczynska       | Polen     |
| 6. | Irmarie Kruger    | Sudafrika   |  | 14. | Paulina Wangryn       | Polen     |
| 7. | Melicia Sauer     | Sudafrika   |  | 15. | Magdalena Stankiewicz | Polen     |
| 8. | Sameera Begum     | Indien      |  | 16. | Anna Wangryn          | Polen     |

### Einzel-WM Herren

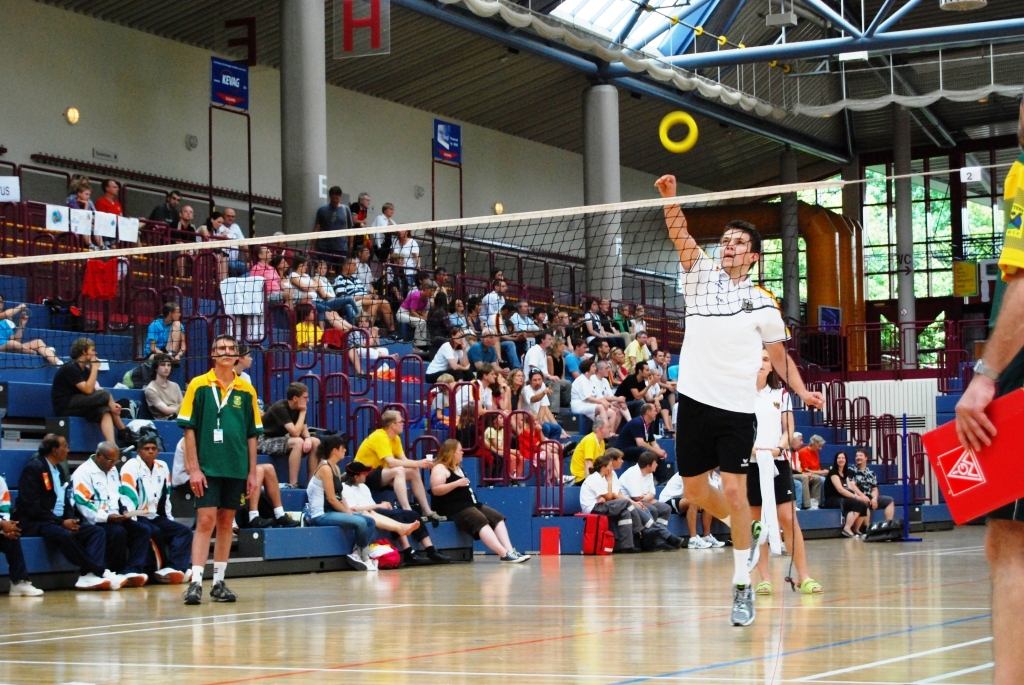
Der spätere Zweitplatzierte Alexej Ermak im Halbfinale

Weltmeister Dominic Schubardt verteidigte seinen 2006 in Chennai (Indien) errungenen Titel, während sein um 10 Jahre jüngerer Kontrahent Alexej Ermak das Nachsehen hatte. Das Halbfinale war eine rein deutsche Angelegenheit, denn alle vier deutschen Spieler überstanden ihre Viertelfinalpartien gegen südafrikanische und indische Konkurrenz. Insgesamt gab es ein Starterfeld von 20 Spielern, der Sieger wurde im K.-o.-System ermittelt.
| Vorrunde            |                         |        |
| Andrej Konan        | Marek Gil               | 37: 26 |
| Ilya Sadau          | Narayana Surya          | 21: 76 |
| Ivan Koltun         | Kumara Govindarajan     | 31: 55 |
| Alex Stasheuski     | Maciej Tobolski         | 44: 52 |
| Achtelfinale        |                         |        |
| Dominic Schubardt   | Andrej Konan            | 60: 27 |
| Hanno Pienaar       | Mahinder Balaji         | 53: 29 |
| Bertus le Roux      | Narayana Surya          | 63: 28 |
| Timo Hufnagel       | Sebastian Podsiadly     | 46: 38 |
| Craig Ogilvie       | Kumara Govindarajan     | 47: 46 |
| Alexej Ermak        | Michal Suszczynski      | 64: 22 |
| Maximilian Speicher | Justin Kokott (Aufgabe) | 20: 0  |
| Maciej Tobolski     | Lakshman Rao            | 25: 62 |
| Viertelfinale       |                         |        |
| Dominic Schubardt   | Hanno Pienaar           | 37: 30 |
| Bertus le Roux      | Timo Hufnagel           | 37: 46 |
| Craig Ogilvie       | Alexej Ermak            | 36: 40 |
| Maximilian Speicher | Lakshman Rao            | 53: 41 |
| Halbfinale          |                         |        |
| Dominic Schubardt   | Timo Hufnagel           | 43: 31 |
| Alexej Ermak        | Maximilian Speicher     | 44: 30 |
| Spiel um Platz 3    |                         |        |
| Timo Hufnagel       | Maximilian Speicher     | 55: 42 |
| Finale              |                         |        |
| Dominic Schubardt   | Alexej Ermak            | 31: 24 |

#### Endklassement
| 1. | Dominic Schubardt   | Deutschland |  | 9.  | Sebastian Podsiadly | Polen        |
| 2. | Alexej Ermak        | Deutschland |  | 10. | Kumara Govindarajan | Indien       |
| 3. | Timo Hufnagel       | Deutschland |  | 11. | Mahinder Balaji     | Indien       |
| 4. | Maximilian Speicher | Deutschland |  | 12. | Maciej Tobolski     | Polen        |
| 5. | Craig Ogilvie       | Sudafrika   |  | 13. | Narayana Surya      | Indien       |
| 6. | Hanno Pienaar       | Sudafrika   |  | 14. | Michal Suszczynski  | Polen        |
| 7. | Bertus le Roux      | Sudafrika   |  | 15. | Andrej Konan        | Belarus 1995 |
| 8. | Lakshman Rao        | Indien      |  | 16. | Justin Kokott       | Sudafrika    |

### Team-WM

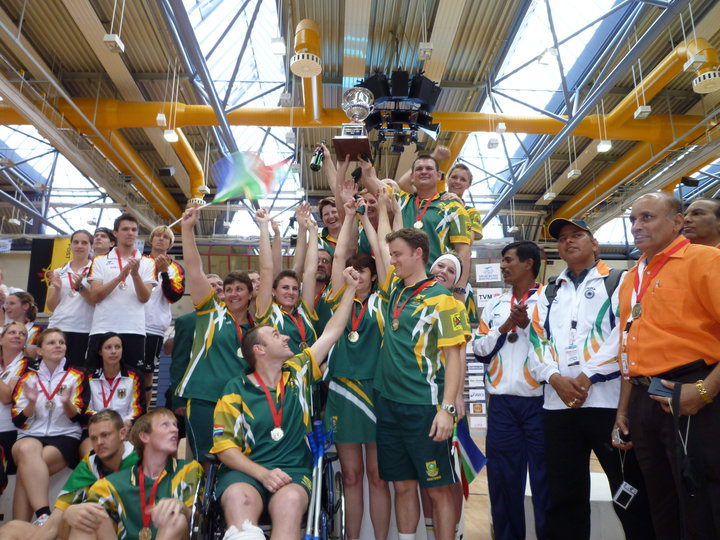
Der neue Mannschaftsweltmeister Südafrika bei der Siegerehrung

Das südafrikanische Team entthronte Titelverteidiger Deutschland nach einem 12:8 in der letzten Begegnung der Team-WM. Deutschland hätte aufgrund besserer Resultate gegen die anderen Nationen ein 10:10-Unentschieden genügt. Südafrika lag jedoch nach der ersten Einzelrunde in Front und transportierte diesen Vorsprung durch die nachfolgenden vier Runden. Im Spiel um Platz 3 bot Polen den Indern harten Widerstand, war letztendlich aber chancenlos.
Beim Team-Wettbewerb starteten Weltmeister Deutschland, Südafrika, Indien und Neuling Polen. Belarus, Brasilien und Bangladesch konnten kein komplettes Team aufbieten. Sie spielten stattdessen gemeinsam als kombiniertes Team unter der Flagge der World Tenniquoits Federation und außer Konkurrenz mit.
Eine Nationalmannschaftsbegegnung im Ringtennis besteht aus je 2 Damen- und Herreneinzeln (DE, HE), 2 gemischten Doppeln (Mix) und je 2 Damen- und Herrendoppeln (DD, HD).

#### Deutschland gegen Südafrika – Entscheidung um Platz 1
Mit der letzten Begegnung verlor Titelverteidiger Deutschland die Weltmeisterschaft an Südafrika. Ausschlaggebend waren hierbei vor allem die überraschenden Niederlagen der beiden Einzel-Weltmeister von 2006, Sabrina Westphal und Dominic Schubardt, gegen Melicia Sauer und Hanno Pienaar.
|      | Deutschland                           | Südafrika                         | Südafrika | Südafrika |
| HE1  | Timo Hufnagel                         | Bertus le Roux                    | 47:31     | 2:0       |
| DE1  | Sabrina Westphal                      | Melicia Sauer                     | 45:57     | 0:2       |
| HE2  | Dominic Schubardt                     | Hanno Pienaar                     | 34:37     | 0:2       |
| DE2  | Nicole Schellert                      | Lenize Potgieter                  | 43:53     | 0:2       |
| Mix1 | Sarah Kissinger/Timo Hufnagel         | Heleen Potgieter/Craig Ogilvie    | 32:28     | 2:0       |
| Mix2 | Sabrina Westphal/Jürgen Öttel         | Lenize Potgieter/Hanno Pienaar    | 18:20     | 0:2       |
| HD1  | Timo Hufnagel/Alexej Ermak            | Craig Ogilvie/Richter van Tonder  | 53:38     | 2:0       |
| DD1  | Vera Vollhase/Michaela Güthling       | Melicia Sauer/Irmarie Kruger      | 49:59     | 0:2       |
| HD2  | Maximilian Speicher/Dominic Schubardt | Bertus le Roux/Hanno Pienaar      | 45:35     | 2:0       |
| DD2  | Nicole Schellert/Sabrina Westphal     | Heleen Potgieter/Lenize Potgieter | 47:56     | 0:2       |
|      |                                       |                                   | 413:414   | 8:12      |

#### Indien gegen Polen – Entscheidung um Platz 3
Der Sieg des erfahreneren indischen Teams gegen Neuling Polen war, obwohl stellenweise hart umkämpft, letztlich eindeutig. Erwähnenswert hierbei sind allerdings die Siege des polnischen Spielers Sebastian Podsiadly, der für die Mannschaft des TuS Rodenbach (Turnverband Mittelrhein) antritt und somit vor heimischer Kulisse spielte.
|      | Indien                            | Polen                                  | Polen   | Polen |
| HE1  | Lakshman Rao                      | Sebastian Podsiadly                    | 41:44   | 0:2   |
| DE1  | Deepashree Devaraju               | Patricia Podsiadly                     | 48:46   | 2:0   |
| HE2  | Kumar Govindarajan                | Michal Suszczynski                     | 61:30   | 2:0   |
| DE2  | Nisha Prakash                     | Ada Trawczynska                        | 51:34   | 2:0   |
| Mix1 | Deepashree Devaraju/Lakshman Rao  | Patricia Podsiadly/Sebastian Podsiadly | 37:42   | 0:2   |
| Mix2 | Sameera Begum/Narayana Surya      | Anna Wangryn/Maciej Tobolski           | 57:28   | 2:0   |
| HD1  | Lakshman Rao/Kumar Govindarajan   | Marek Gil/Piotr Pawlak                 | 64:29   | 2:0   |
| DD1  | Sameera Begum/Apeksha Devaraju    | Ada Trawczynska/Patricia Podsiadly     | 46:44   | 2:0   |
| HD2  | Naranaya Surya/Nasa Rakesh        | Sebastian Podsiadly/Michal Suszczynski | 20:0    | 2:0   |
| DD2  | Deepashree Devaraju/Nisha Prakash | Paulina Wangryn/Anna Wangryn           | 71:30   | 2:0   |
|      |                                   |                                        | 496:327 | 16:4  |

#### Endklassement
|             | Team         | Deutschland | Sudafrika | Indien | Polen | #     | Punkte | Platz |
| ----------- | ------------ | ----------- | --------- | ------ | ----- | ----- | ------ | ----- |
| Deutschland | Deutschland  |             | 8: 12     | 20: 0  | 20: 0 | 20: 0 | 6      | 2.    |
| Sudafrika   | Südafrika    | 12: 8       |           | 18: 2  | 18: 2 | 20: 0 | 8      | 1.    |
| Indien      | Indien       | 0: 20       | 2: 18     |        | 16: 4 | 20: 0 | 4      | 3.    |
| Polen       | Polen        | 0: 20       | 2: 18     | 4: 16  |       | 20: 0 | 2      | 4.    |
| #           | WTF Combined | 0: 20       | 0: 20     | 0: 20  | 0: 20 |       | 0      | 5.    |

### Rahmenwettkämpfe
Die Rahmenwettkämpfe im gemischten, alternierenden und klassischen Doppel erhielten, wie bereits 4 Jahre zuvor, den Status von Demonstrationswettbewerben, gelten aber auch als inoffizielle Weltmeisterschaften. Beim alternierenden Doppel müssen die Partner wie beim Tischtennis den Ring abwechselnd annehmen und zurückwerfen, beim klassischen Doppel ist die Reihenfolge wie beim Tennis freigestellt.
Die World Tenniquoits Federation vergab zusätzlich zu den Teilnehmern der Nationalmannschaften bis zu 5 weitere Wild Cards pro Wettkampf. So erhielten deutsche Nachwuchstalente und südafrikanische Delegationsmitglieder internationale Spielpraxis. 4 der 5 Titel gewannen die Gastgeber.
Die Disziplinen gemischtes und alternierendes Doppel erhielten beim General Meeting der World Tenniquoits Federation am 5. August in Koblenz den Status von offiziellen WM-Wettkämpfen ab den nächsten Ringtennis-Weltmeisterschaften im Jahre 2014.

#### Gemischtes Doppel

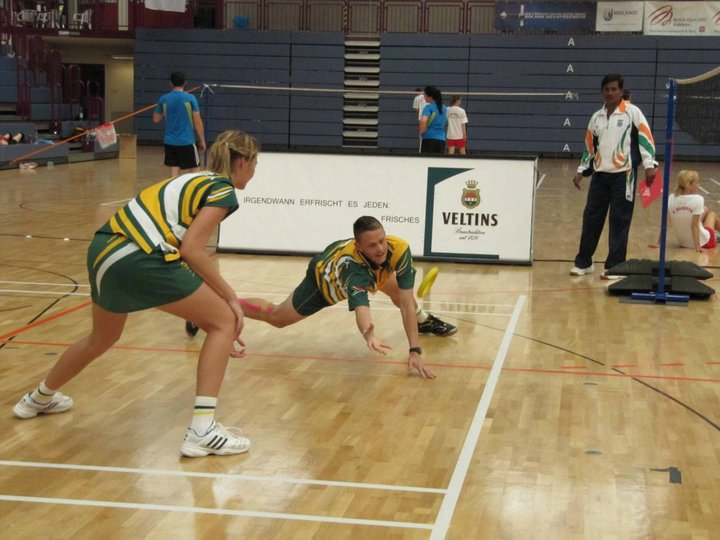
Lenize Potgieter und Hanno Pienaar während des Endspiels im gemischten Doppel

Der Rahmenwettkampf im gemischten Doppel bildete den Auftakt der Weltmeisterschaften. Die Routiniers Sabrina Westphal und Christian Herzog setzten sich in einem hochklassigen Endspiel gegen das junge südafrikanische Doppel Lenize Potgieter und Hanno Pienaar durch. Während des Wettkampfes verletzte sich die schon zuvor lädierte Nummer 1 der Südafrikaner, Richter van Tonder, schwer, sodass er bis zum letzten Wettkampftag pausieren musste.
| Endklassement |                                          |             |
| 1.            | Sabrina Westphal/Christian Herzog        | Deutschland |
| 2.            | Lenize Potgieter/Hanno Pienaar           | Sudafrika   |
| 3.            | Sarah Kissinger/Timo Hufnagel            | Deutschland |
| 4.            | Melicia Sauer/Justin Kokott              | Sudafrika   |
| 5.            | Vera Vollhase/Maximilian Speicher        | Deutschland |
| 6.            | Anette Henning/Abrie Pienaar (Wild Card) | Sudafrika   |
| 7.            | Lakshman Rao/Deepashree Devaraju         | Indien      |
| 8.            | Richter van Tonder/Heleen Potgieter      | Sudafrika   |

#### Alternierendes Doppel

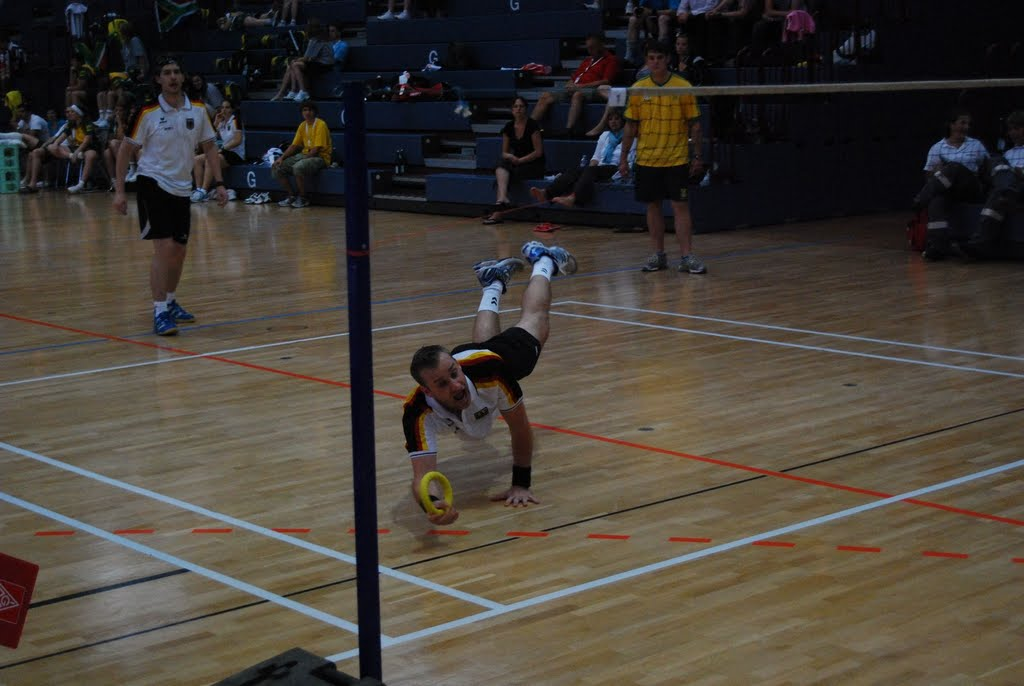
Die Sieger im alternierenden Doppel der Herren: Dominic Schubardt (vorne) und Maximilian Speicher

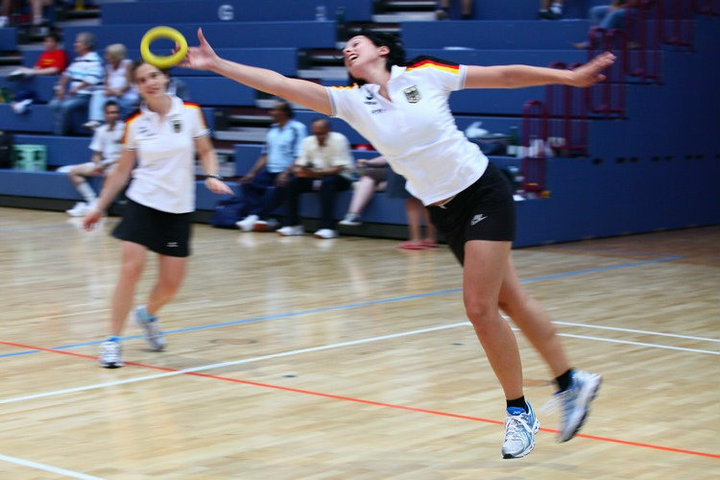
Die Viertplatzierten im alternierenden Doppel der Damen: Nicole Schellert (vorne) und Sarah Kissinger

Im alternierenden Doppel konnten Maximilian Speicher und Dominic Schubardt ihren Überraschungserfolg der letzten Weltmeisterschaften wiederholen, während Lenize Potgieter zusammen mit ihrer Mutter Heleen eine ihrer insgesamt 3 Goldmedaillen gewann. Erwähnenswert ist zudem der dritte Platz des indischen Doppels Rao/Govindarajan, welche die erste indische Medaille in einem Individualwettbewerb gewannen.
| Endklassement Damen  |                                               |             |
| 1.                   | Heleen Potgieter/Lenize Potgieter             | Sudafrika   |
| 2.                   | Sabrina Westphal/Vera Vollhase                | Deutschland |
| 3.                   | Irmarie Kruger/Melicia Sauer                  | Sudafrika   |
| 4.                   | Nicole Schellert/Sarah Kissinger              | Deutschland |
| 5.                   | Melanie Böttcher/Michaela Güthling            | Deutschland |
| 6.                   | Miriam Hartman/Bronwin Human                  | Sudafrika   |
| 7.                   | Nisha Prakash/Deepashree Devaraju             | Indien      |
| 8.                   | Stefanie Kaiser/Sophia Speicher (Wild Card)   | Deutschland |
|                      |                                               |             |
| Endklassement Herren |                                               |             |
| 1.                   | Dominic Schubardt/Maximilian Speicher         | Deutschland |
| 2.                   | Alexej Ermak/Jürgen Öttel                     | Deutschland |
| 3.                   | Lakshman Rao/Kumara Govindarajan              | Indien      |
| 4.                   | Craig Ogilvie/Rowan van Tonder                | Sudafrika   |
| 5.                   | Bertus le Roux/Hanno Pienaar                  | Sudafrika   |
| 6.                   | Christian Kämpfer/Sebastian Weber (Wild Card) | Deutschland |
| 7.                   | Mahinder Balaji/Balu Murali                   | Indien      |
| 8.                   | Christian Herzog/Timo Hufnagel                | Deutschland |

#### Klassisches Doppel
Den Rahmenwettbewerb im klassischen Doppel nutzen viele Spieler für eine Wettkampfpause vor dem Teamwettbewerb, da diese Form des Doppels im internationalen Ringtennis nur von geringer Bedeutung ist. Somit ergaben sich gute Chancen für Wild-Card-Spieler, in höhere Regionen des Endklassements vorzudringen. Unter anderem am Start waren die amtierenden Deutschen Meister im Herrendoppel Andre Katzberg und Tim Flender, die jedoch im Endspiel das Nachsehen gegen das Nationalmannschaftsdoppel Hufnagel/Speicher hatten.
| Endklassement Damen  |                                               |                   |
| 1.                   | Michaela Güthling/Nicole Schellert            | Deutschland       |
| 2.                   | Melanie Böttcher/Sarah Kissinger              | Deutschland       |
| 3.                   | Bronwin Human/Miriam Hartman                  | Sudafrika         |
| 4.                   | Reni Etimiri/Elena Kämpfer (Wild Card)        | Deutschland       |
| 5.                   | Patricia Podsiadly/Monika Schmitz (Wild Card) | Polen Deutschland |
| 6.                   | Alexandra Boelsen/Janine Bleile (Wild Card)   | Deutschland       |
| 7.                   | Raba Krasniqi/Melanie Gemünd (Wild Card)      | Deutschland       |
| 8.                   | Magdalena Stankiewicz/Anna Wangryn            | Polen             |
|                      |                                               |                   |
| Endklassement Herren |                                               |                   |
| 1.                   | Timo Hufnagel/Maximilian Speicher             | Deutschland       |
| 2.                   | Andre Katzberg/Tim Flender (Wild Card)        | Deutschland       |
| 3.                   | Alexej Ermak/Jürgen Öttel                     | Deutschland       |
| 4.                   | Thomas Bleile/Klaus Riehm (Wild Card)         | Deutschland       |
| 5.                   | Julian Sauck/Tobias Höfelmayr (Wild Card)     | Deutschland       |
| 6.                   | Florian Weber/Stefan Edelmann (Wild Card)     | Deutschland       |
| 7.                   | Evert Potgieter/Hein van der Lith (Wild Card) | Sudafrika         |
| 8.                   | Andrej Konan/Ivan Koltun                      | Belarus 1995      |

## Medaillenspiegel

### Offizielle Wettbewerbe
| Land        | Gold | Silber | Bronze |
| Südafrika   | 2    | 0      | 0      |
| Deutschland | 1    | 3      | 2      |
| Indien      | 0    | 0      | 1      |

### Inklusive Rahmenwettkämpfen
| Land                    | Gold | Silber | Bronze |
| Deutschland             | 5    | 6      | 4      |
| Südafrika               | 3    | 1      | 2      |
| Deutschland (Wild Card) | 0    | 1      | 0      |
| Indien                  | 0    | 0      | 2      |

## Trivia
- Ministerpräsident Kurt Beck fungierte als Schirmherr der Veranstaltung.
- Am Morgen des ersten Wettkampftages gab es eine aufwändige Eröffnungsfeier mit dem Einlauf der Nationen als Höhepunkt.
- Die Players Night vor dem Ruhetag wurde ausgelassen in einer Koblenzer Diskothek gefeiert. Bei Shakiras 'Waka Waka' erreichte die Fete ihren Siedepunkt.
- Am Ruhetag unternahmen die Delegationen eine Schifffahrt auf dem Mittelrhein zur Marksburg, die besichtigt werden konnte.
- Die 3. Ringtennis-Weltmeisterschaften finden im April 2014 statt und wurden an Vanderbijlpark (Südafrika) vergeben.
- Das General Meeting beschloss eine Verkleinerung der Doppelfelder. Das alternierende Doppel wird ab sofort auf den Einzelfeldern gespielt.